# Municipio Acambay
Koordinaten: 19° 57′ N, 99° 50′ W
Acambay ist ein Municipio im mexikanischen Bundesstaat México. Er gehört zur Metropolregion Mexiko-Stadt. Verwaltungssitz des Municipios ist Villa de Acambay de Ruíz Castañeda, größter Ort des Municipios hingegen Pueblo Nuevo. Das Municipio hatte im Jahr 2010 60.918 Einwohner, seine Fläche beträgt 464,47 km².

## Der Name
Der Name Acambay kommt aus dem Otomí: Ahka bedeutet Gott und b'aye bedeutet "Berg", also in etwa "Ort des Berg von Gott".

## Geographie
Acambay liegt im Norden des Bundesstaates México, 80 km nordwestlich von Toluca de Lerdo.
Das Municipio grenzt an die Municipios Timilpan, Aculco, Atlacomulco und Temascalcingo sowie ans Municipio Amealco de Bonfil im Nachbarbundesstaat Querétaro.

## Orte
Im Municipio liegen 102 Ortschaften, von denen sieben über 1.500 und weitere 31 über 500 Einwohner haben. Die größten Orte sind:
| Ortsname                           | Bevölkerung (2010) |
| ---------------------------------- | ------------------ |
| Pueblo Nuevo                       | 4.422              |
| Villa de Acambay de Ruíz Castañeda | 4.077              |
| Detiña                             | 2.453              |
| Ganzda                             | 2.433              |
| San Francisco Shaxni               | 2.211              |
| San Pedro de los Metates           | 2.048              |
| Puentecillas                       | 1.851              |
| Tixmadeje Chiquito                 | 1.377              |
| La Caridad                         | 1.340              |